# 18689 Rodrick
18689 Rodrick è un asteroide della fascia principale. Scoperto nel 1998, presenta un'orbita caratterizzata da un semiasse maggiore pari a 2,8312974 UA e da un'eccentricità di 0,0849508, inclinata di 2,55284° rispetto all'eclittica.